# Media Player
Media Player byl prvním předchůdcem dnešního multimediálního přehrávače Windows Media Player, který je standardní součástí operačního systému Windows XP. Původně byl vypuštěn jako součást 16bitového multimediálního balíku Video for Windows pro Windows 3.0, ale později se stal „samostatnou“ aplikací v novějších systémech Windows 95 a Windows NT. Media Player byl postupně vylepšován až do verze 5.1 a pak byl nahrazen výrazně modernějším přehrávačem Windows Media Player.
Ačkoliv dnes firma Microsoft masivně podporuje mnohonásobně pokročilejší multimediální přehrávač Windows Media Player, starý Media Player je stále součástí každé kopie Windows XP.